# Macon, North Carolina
Macon är en ort i Warren County i delstaten North Carolina, USA.